# 自叙帖
《自敘帖》，為唐朝書法家懷素的墨寶。寫於代宗大曆十二年（777年），以草書寫成。現藏於台北國立故宮博物院。

## 译文
以下文字按原文格式排版。 
| 八 日 | 十 月 廿 有 | 大 丁 已 冬 | 愧 畏 耳 时 | 敢 当 徒 增 | 荡 之 所 | 固 非 虚 | 玄 奥 | 激 切 理 识 | 皆 辞 旨 | 界 醉 里 得 真 如 | 狂 来 轻 世 | 孤 云 寄 太 虚 | 远 锡 无 前 侣 | 钱 起 诗 云 | 勋 员 外 郎 吴 兴 | 则 有 从 父 司 | 目 愚 劣 | 失 声 看 不 及 | 墨 列 奔 驷 满 座 | 又 云 驰 毫 骤 | 戴 公 | 横 千 万 字 | 三 五 声 满 壁 纵 | 中 气 忽 然 绝 叫 | 间 兴 来 小 豁 胸 | 云 粉 壁 长 廊 数 十 | 则 有 窦 御 史 冀 | 不 知 语 疾 速 | 中 妙 怀 素 自 言 初 | 合 宜 人 欲 问 此 | 形 怪 状 翻 | 相 师 势 转 奇 诡 | 御 史 叔 伦 云 心 手 | 书 不 得 戴 | 两 三 行 醒 后 却 | 醉 来 信 手 | 漓 骊 半 无 墨 | 奇 无 定 则 古 瘦 | 御 史 瑝 云 志 在 新 | 张 颠 曾 不 面 许 | 老 总 知 名 吴 郡 | 张 公 又 云 稽 山 贺 | 继 颠 谁 曰 不 可 | 实 谓 之 狂 僧 以 狂 | 今 怀 素 之 为 也 余 | 时 人 谓 之 张 颠 | 昔 张 旭 之 作 也 | 有 李 御 史 舟 云 | 走 叙 机 格 则 | 字 成 只 畏 盘 龙 | 下 唯 看 激 电 流 | 朱 处 士 遥 云 笔 | 士 拔 山 伸 劲 铁 | 饮 水 撼 枯 藤 壮 | 永 州 邕 曰 寒 猿 | 开 万 仞 峰 王 | 烟 澹 古 松 又 似 山 | 外 云 初 疑 轻 | 风 声 满 堂 卢 员 | 势 入 座 骤 雨 旋 | 云 奔 蛇 走 虺 | 似 则 有 张 礼 部 | 箱 箧 其 述 形 | 作 不 绝 溢 乎 | 诸 篇 首 其 后 继 | 不 足 聊 书 此 以 冠 | 舍 子 奚 适 嗟 叹 | 模 则 入 室 之 宾 | 善 诱 函 挹 规 | 向 使 师 得 亲 承 | 若 还 旧 观 | 不 群 迅 疾 骇 人 | 得 忽 见 师 作 纵 横 | 追 思 一 言 何 可 复 | 恳 习 迄 以 无 成 | 弱 又 婴 物 务 不 能 | 笔 法 资 质 劣 | 蒙 激 昂 教 以 | 常 接 游 居 屡 | 真 正 真 卿 早 岁 | 楷 精 法 精 二 字 误 倒 详 特 为 | 逸 超 绝 古 今 而 模 模 字 误 衍 | 长 史 虽 姿 性 颠 | 以 至 于 吴 郡 张 旭 | 承 口 诀 手 授 | 献 兹 降 虞 陆 相 | 尤 擅 其 美 羲 | 以 妙 闻 迨 乎 伯 英 | 代 杜 度 崔 瑗 始 | 稿 之 作 起 於 汉 | 卷 轴 夫 草 | 歌 以 赞 之 动 盈 | 兼 好 事 者 同 作 | 不 羁 引 以 游 处 | 侍 郎 张 公 谓 赏 其 | 勖 以 有 成 今 礼 部 | 陟 覩 其 笔 力 | 部 侍 郎 韦 公 | 其 名 大 著 故 吏 | 岁 时 江 岭 之 间 | 精 心 草 圣 积 有 | 疏 性 灵 豁 畅 | 之 英 气 概 通 | 开 士 怀 素 僧 中 | 诗 故 叙 之 曰 | 伯 张 正 言 曾 为 歌 | 司 勋 郎 卢 象 小 宗 | 许 在 末 行 又 以 尚 书 | 笔 法 水 镜 之 辨 | 书 家 者 流 精 极 | 焉 颜 刑 部 | 点 士 大 夫 不 以 为 怪 | 绢 素 多 所 尘 | 无 疑 滞 鱼 笺 | 豁 然 心 胸 略 | 编 绝 简 往 遇 之 | 错 综 其 事 遗 | 国 谒 见 当 代 名 公 | 笈 杖 锡 西 游 上 | 见 甚 浅 遂 担 | 前 人 之 奇 迹 所 | 然 恨 未 能 远 覩 | 暇 颇 好 笔 翰 | 而 事 佛 经 禅 之 | 怀 素 家 长 沙 幼 |

## 版本
现存的自叙帖有三个版本：
- 台北故宫藏本；
- 流传到日本的半卷本（流日半卷本）；
- 清代翻刻南宋淳熙刻本的契兰堂刻本。

## 真迹争议
自朱家济首先提出质疑以来，书法学界对自叙帖是否为真迹的争议从未间断过。
启功在1983年和1991年两次发文认为自叙帖为伪作，是临摹者刻意造假。徐邦达认为此帖为临写。2003年李郁周和王裕民分别出版专著《怀素<自叙帖>千年探秘》、《假国宝——怀素<自叙帖>研究》，同样认为自叙帖不是真迹。
2004年，台北故宫从日本请来光学鉴定专家，通过数码高精细拍摄、红外线反射及透射、荧光数码摄影等非破坏性的手段，首次对故宫自叙帖藏品进行了科学鉴定，并举行了学术研讨会讨论自叙帖的真伪问题，讨论结果出版在《怀素自叙与唐代草书学术讨论论文集》中。在此次讨论中，大部分与会者认为自叙帖书写速度感明确，不可能是临摹作，但也承认还存在若干疑点，有待进一步研究。其中，傅申认为自叙帖不可能晚于北宋出现。
流日半卷本被发现后，傅申改变了其观点。其通过流日半卷本、台北故宫本和契兰堂本三个版本的比较研究，认为这三个版本质量相似，彼此并无母子关系，而是根据同一母本映写而成的。此观点亦受到质疑。张紫石认为契兰堂本为真迹重刻本，流日半卷本与台北故宫本是临摹作品，真迹的书法水平远胜于临摹作品。张紫石亦认为台北故宫本的真正作者是苏舜钦。陈六国不赞同傅申和张紫石的观点，认为台北故宫本的书法风格可以反映唐代书法的情绪饱满、激越扩张的时代特征，并非后人临摹或伪作，而其他两本的书法存在缺陷。贺宏亮亦不赞同傅申的观点，认为台北故宫本是写本而非临摹或映写，其真伪无从得知